# Melanolophia tephrias
Melanolophia tephrias är en fjärilsart som beskrevs av Claude Herbulot 1976. Melanolophia tephrias ingår i släktet Melanolophia och familjen mätare. Inga underarter finns listade i Catalogue of Life.